# 게리 게츠먼
게리 게츠먼(영어: Gary Goetzman, 1952년 11월 6일 ~ )은 미국의 영화 제작자이다. 아역 배우 출신이며, 1998년 톰 행크스와 영화 제작사 플레이톤을 설립하였다. 《양들의 침묵》, 《필라델피아》, 《폴라 익스프레스》, 《맘마 미아!》, 《뉴스 오브 더 월드》 등 다수의 영화를 제작했다.